# Leuciana
Leuciana era un asentamiento de la península ibérica dentro de la Lusitania. En el siglo III aparece relacionada como mansio en el Itinerario Antonino A-25 encabezado con el título de Alio itinere ab Emerita Cesaragustam 369 que significa Otro camino de Mérida a Zaragoza, 369 millas. Entre las plazas de Lacipea y Augustobriga. Su ubicación es desconocida aunque existen teorías que la ubican  en Logrosán (Cáceres) y otras dicen que Luciana (Ciudad Real). 